# Johannes Reuchlin
Pour les articles homonymes, voir Reuchlin.

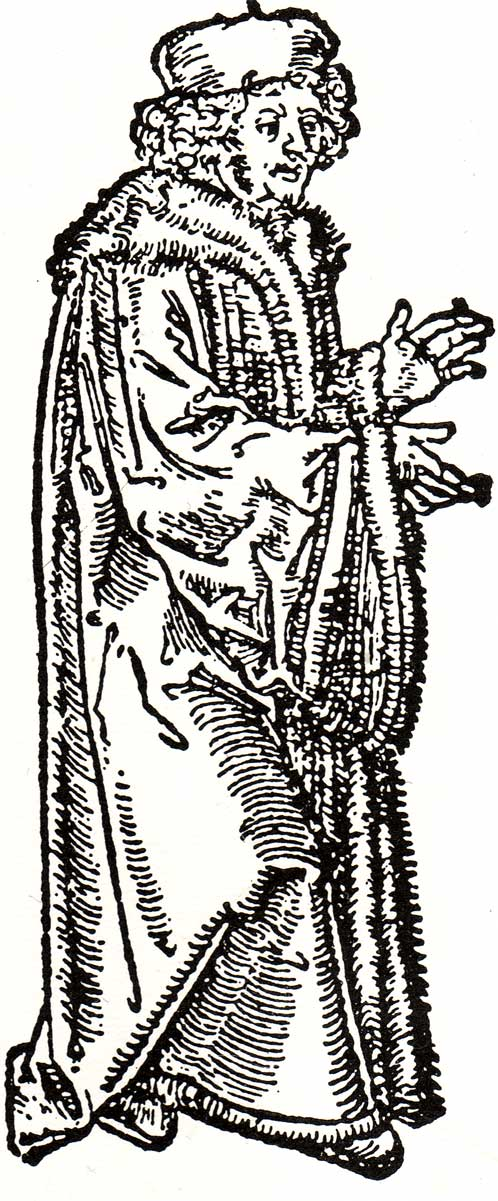
Johannes Reuchlin (détail d'un bois gravé sur un prospectus imprimé en 1516).

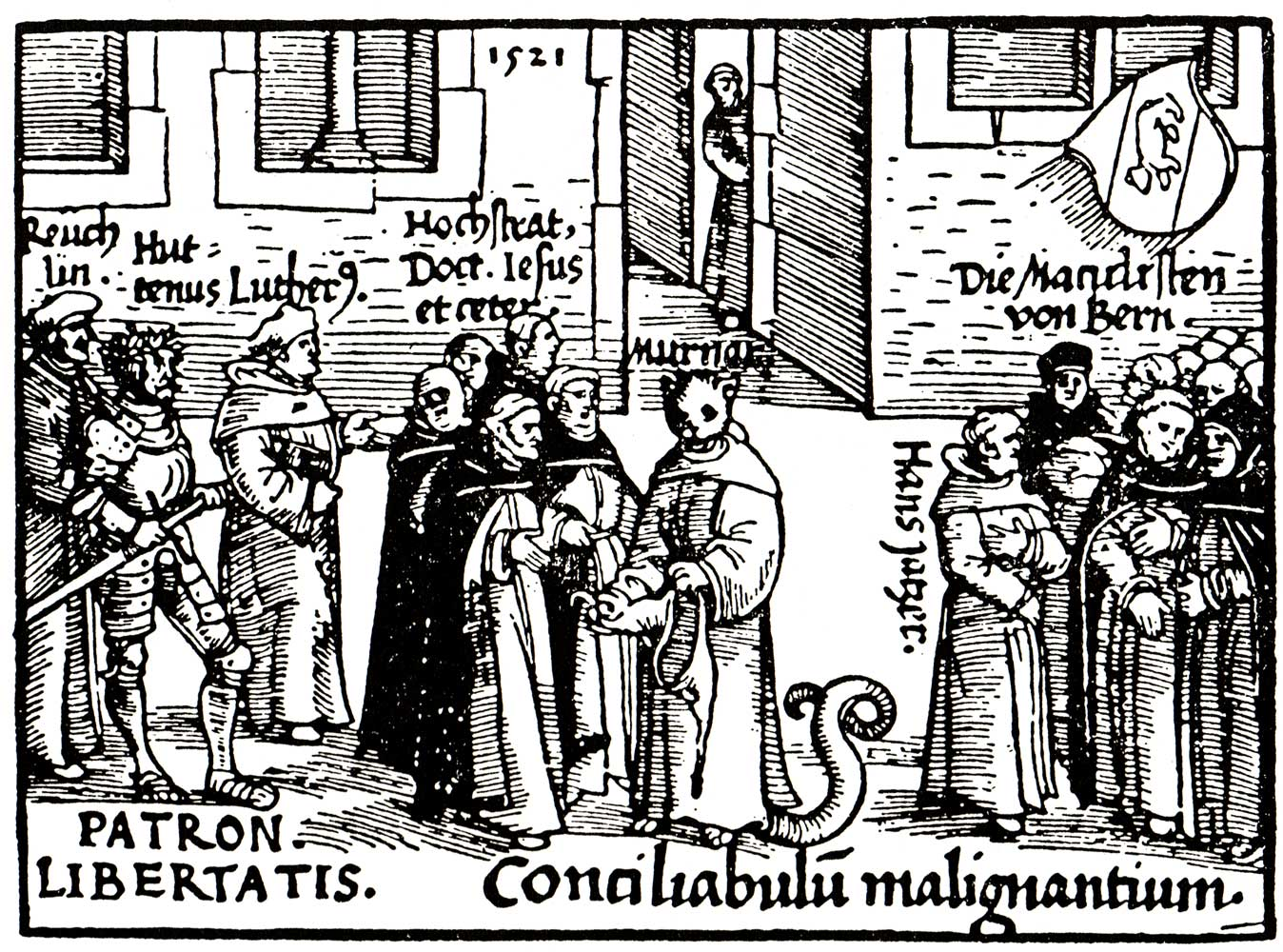
Johannes Reuchlin parmi les savants de son temps, gravure protestante de Strasbourg (1521).

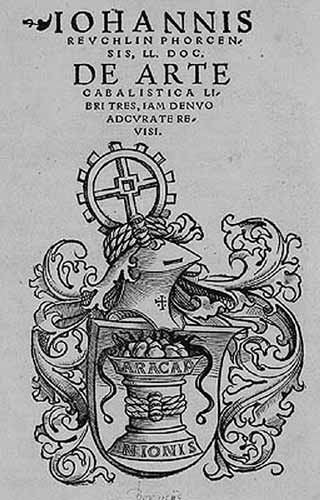
De arte cabbalistica, Haguenau (1530), page de titre avec les armes de Reuchlin.

Johannes Reuchlin, en allemand Hans Reuchlin (ou Reichlin), en français Jean Reuchlin, en grec Καπνίον , né le 29 janvier 1455 à Pforzheim (Saint-Empire) et mort le 30 juin 1522 à Stuttgart, est un humaniste allemand. 
Docteur en droit de l'université de Tübingen, il est conseiller du comte (puis duc) de Wurtemberg et vit à la cour de Stuttgart de 1481 à 1515, sous Eberherd V, Eberhard VI et Ulrich VI. 
Bon connaisseur du latin et du grec ancien, il se forme lui-même à l'hébreu et à l'araméen, et est le premier hébraïste allemand non juif. Au début du XVIe siècle, il intervient dans un débat sur les ouvrages issus de la tradition juive (la controverse avec Johannes Pfefferkorn), étant convaincu, contre l'opinion de ses contemporains, que l'hébreu, langue de l'Ancien Testament, a une valeur spirituelle, notamment à travers la kabbale.
Quittant Stuttgart à la suite de l'assassinat d'un chevalier par le duc, il vit un moment à Heidelberg dans l'électorat palatin du Rhin, puis devient moine augustin à Tübingen. En 1521, il prend parti contre les thèses de Martin Luther, mis au ban de l'Empire en 1520.

## Biographie

### Origines familiales et formation
Reuchlin est le fils d'un marguillier de Pforzheim. 
En 1470, l'âge de 15 ans, après avoir fréquenté l'école primaire et la classe de latin du cloître dominicain Saint-Étienne de Pforzheim, il s'inscrit à l'université de Fribourg-en-Brisgau et y étudie la grammaire, la philosophie et la rhétorique à la faculté des Arts.
Reçu comme maître ès arts, il entreprend en 1477 ses premiers travaux académiques.
Il étudie ensuite le grec ancien à l'université d'Orléans et commence à y étudier le droit, obtenant une licence de droit à la faculté de droit de l'université de Poitiers. 

### Conseiller des comtes puis ducs de Wurtemberg (1481-1515)
En 1481, il devient secrétaire et conseiller aulique (Hofrat) du comte de Wurtemberg Eberhard V (« le Barbu »). Il accompagne le duc à Rome de février à avril 1482. 
À cette occasion il soumet au pape Sixte IV son projet d'organisation de l’université de Tübingen, qu’Eberhard a fondée en 1477. 
Les lectures et les rencontres qu'il fait lors de ce voyage entre Rome et Florence, où il rencontre entre autres Ange Politien, ont sur lui une influence décisive.
Son mariage vers 1484 avec une parente de Hänslin Müller[Qui ?], de Ditzingen près de Leonberg, lui assure des revenus suffisants pour soutenir une thèse de doctorat en droit (il devient legum doctor, littéralement « docteur des lois ») à l'université de Tübingen et relancer[pas clair] ainsi sa carrière au service d’Eberhard. 
Nommé juge de la cour de Wurtemberg[pas clair], il est envoyé en mission diplomatique. 
Lors de la diète de Francfort de 1486, il fait la connaissance d'Hermolao Barbaro, exégète d’Aristote,.
Il est anobli en 1492 par l'empereur Frédéric III.
En 1495, le comte Eberhard V devient duc. Il meurt en 1496, laissant la place à un cousin, Eberhard VI, qui est déposé en 1498 au profit d'un autre cousin Ulrich VI.

### Rapprochement de Reuchlin avec le judaïsme

#### Apprentissage de l'hébreu et de l'araméen (1498)
Lors d'un troisième voyage en Italie en 1498, Reuchlin peut se procurer des livres en hébreu et en grec et fait la connaissance de l’imprimeur vénitien Alde Manuce.
Grâce à ce dernier et à des rabbins[réf. nécessaire], il apprend l’hébreu et l’araméen et lit dans le texte la Gémara (rédigée en araméen) et le Sefer HaZohar (un des livres de la Kabbale).

#### L'affaire Pfefferkorn (1505-1515)
Johannes Pfefferkorn, un boucher juif de Cologne converti au catholicisme, publie en 1505, sous le nom de « frère Strohmann, dominicain de Cologne » plusieurs pamphlets dont le plus connu est Handspiegel (Le Miroir à main), exigeant de l'empereur Maximilien Ier un mandat pour la saisie et l'autodafé de tous les écrits des Juifs et l'interdiction de tous les livres en hébreu. 
En 1510, les juifs de Mayence et de Francfort l'appellent à l'aide.[pas clair]
En 1510, l'archevêque de Mayence Uriel von Gemmingen charge Reuchlin d'examiner quelle influence la littérature juive a eue sur le christianisme. 
Cela amène Reuchlin à entrer en conflit, par écrits interposés, avec Pfefferkorn. Reuchlin défend sa position opposée à la destruction des livres juifs dans un ouvrage intitulé Augenspiegel (Les Bésicles, 1511). Mais Pfefferkorn est devenu un protégé des Dominicains de Cologne et sa défense de la Kabbale vaut à Reuchlin des ennuis avec l'Inquisition. Le tribunal de l'Inquisition de Mayence le condamne[À quoi ?] en 1513 pour son refus de brûler les livres juifs. 
Reuchlin fait appel à Rome par l'intermédiaire du médecin juif du pape Bonet de Lattes, ce qui fait traîner l'affaire.
De nombreux pamphlets sont alors publiés, dont celui d’Ulrich von Hutten, les Lettres des hommes obscurs (1515-1517), recueil de pastiches rédigé à partir des thèses de Pfefferkorn et tournant en ridicule les Dominicains dans toute la Chrétienté.
Reuchlin reçoit l'appui des autorités romaines : non seulement le concile du Latran (1512-1517) prend position en sa faveur, ne pouvant rien trouver dans le Talmud qui soit contraire au christianisme, mais le pape Léon X juge même hérétique l'idée d'une contradiction entre le Talmud et la doctrine chrétienne. [réf. souhaitée]

### Départ de Stuttgart pour Heidelberg (1515)
L'assassinat en 1515 de Hans von Hutten (parent d'Ulrich von Hutten) par ou à l'instigation d'Ulrich VI pousse Reuchlin à quitter Stuttgart.
Il trouve asile à Heidelberg chez l'évêque de Worms Jean de Dalberg, chancelier de l'électeur palatin Philippe Ier. Il est même admis à la cour de l'électeur.

### Dernières années (1516-1522)
À partir de 1516, il vit comme frère convers de l'ordre des Augustins à Tübingen, puis est ordonné prêtre. 
C'est l'année suivante que Martin Luther, lui aussi augustin, apparait dans l'Histoire : en rendant publiques ses 95 thèses, il lance un mouvement qui prend très vite de l'ampleur : la Réforme protestante. En 1520, Luther est « mis au ban de l'Empire » par la diète et l'empereur Charles Quint, mais trouve refuge chez les premiers princes protestants. 
En 1520, le pape interdit la réédition des Lettres des hommes obscurs, probablement parce qu'un courant contre-réformateur (hostile au protestantisme et à l'humanisme) se forme au Vatican.
Ruiné[réf. nécessaire], Reuchlin fuit la guerre[Laquelle ?] et la peste[réf. nécessaire]. En 1520, il part pour Ingolstadt, où Johannes Gussubelius le recrute comme professeur de grec et d'hébreu. Il rentre à Tübingen en 1521.
Il prend parti contre Luther[réf. nécessaire]. 

### Mort et funérailles
Il meurt de la jaunisse à Stuttgart en 1522.

## Œuvres
Avec Érasme, Johannes Reuchlin est considéré comme l'humaniste par excellence. Influencé par son aîné hollandais Rudolph Agricola, il s'impose comme le représentant du néoplatonisme allemand.
En tant qu'humaniste, il se fait adversaire résolu de la scolastique obscurantiste et de l’Inquisition qui lui est liée. 
Reuchlin est aussi kabbaliste. 
Il définit la kabbale ainsi : « La cabale n'est rien d'autre (pour parler à la façon pythagoricienne) qu'une théologie symbolique où les lettres et les noms sont non seulement des choses, mais encore la réalité des choses. »
Il fait connaître les fondements mystiques et théologiques des Oracles chaldaïques et de la Kabbale que vient de révéler le fondateur de la kabbale chrétienne, Pic de la Mirandole (1486), dont il est un fervent admirateur.
Il écrit dès 1494 le De Verbo mirifico , un dialogue entre le philosophe épicurien Sidonius, le juif Baruchias et le chrétien Capnion. Les trois hommes discutent le seul mot qui puisse accomplir des miracles, le Verbe même. 
C'est, selon Reuchlin, le nom de Jésus orthographié YHSWH. 
Pour Reuchlin, le nom de Jésus, traduit en hébreu, présente les cinq lettres du pentagramme YHSVH ou IHSUH : il équivaut aux quatre lettres du nom sacré de Yahvéh יהוה, le tétragramme sacré, YHWH ou IHUH, où, au milieu, vient s’insérer un shin (un « s »), une consonne entre deux voyelles de part et d'autre ; ainsi, le Nom interdit, ineffable, devient dicible. 
Trois étapes dans les Noms de Dieu se dessinent, selon Reuchlin : aux temps de la nature Dieu s'appelait par le trigramme Sadaï (SDI), aux temps de la Loi (sous Moïse) Dieu s'appelait par le tétragramme sacré prononcé Adonaï (ADNI), enfin, au temps de la grâce (sous Jésus), Dieu s'appelle par le pentagramme Jhesu (IHSVH). 
In natura SDI, in lege ADNI, in charitate IHSVH (Dans la nature SDI, dans la Loi ADNI, dans la charité IHSVH) (De verbo mirifico, folio g7). 
À cette époque, les connaissances de Reuchlin sur la Kabbale restent encore incomplètes.
Comme les connaissances de Reuchlin en matière de Kabbale dépassent encore largement celles de ses lecteurs, ces derniers lui demandent des explications. 
Reuchlin écrit donc, en 1506, ses Rudimenta hebraicae linguae (Rudiments de l'hébreu), composé d'une grammaire imitée de celle de R. David Kimhi et d'un vocabulaire. 
Il est en effet impossible de comprendre les techniques employées par les kabbalistes, dans l'interprétation de l'Écriture, sans la connaissance de l'hébreu.
Le De arte cabbalistica (De l'art cabbalistique), en 1517, reste son œuvre la plus célèbre. 
Son but est de faire découvrir à Charles Quint et au pape Clément VII les mystères de la kabbale. 
Elle se présente comme une discussion entre Simon, un kabbaliste juif, Philolaus, un philosophe pythagoricien, et Marrane, un musulman converti. 
Elle reprend les thèmes de De Verbo mirifico, mais il s'agit  du premier exposé systématique d'un courant de pensée issu de la Kabbale. 
Pour cet ouvrage, il utilise les œuvres classiques de Joseph ibn Gikatilia, Ginnat Egoz (Le Jardin des noix) et le Sha‘arey Orah (Les Portes de lumière), les textes les plus rares, restés manuscrits, de l'école de Gérone. 
En particulier, il signale les trois procédés de la science ou combinatoire des lettres : 1) la gematria (donner une valeur numérique à des mots et les identifier à d'autres mots de même valeur : echad, un = ahabah, amour = 13, car alef = 1, etc.), 2) le notorikon (utiliser les lettres d'un mot comme initiales d'un autre mot : ADAM = Adam, David, Messie), 3) la temura (traduire un mot par un autre mot suivant un système de substitution : Sheshak = Bavel, Babylone).
Le "monde divin" est le premier degré de l'être ; il est constitué par ce que les kabbalistes juifs appellent Ein-Soph (Infini), et par les dix sephiroth de l'arbre kabbalistique, hypostases engendrées par l'Infini. 
Le "monde angélique"" est le deuxième degré de l'être ; il est gradué en dix degrés ou Intelligences : les Haioth, les Ophanim, les Aralim, les Hasmalim, les Séraphim, les Malachim, les Elohim, les Bene Helohim, les Cherubim, les Issim. 
Le "monde céleste" est le troisième degré de l'être ; il comprend — influencés par les Intelligences du monde angélique — dix degrés, qui sont dix sphères : Saturne ou Sabbathai, Jupiter ou Zedeq, Mars ou Madim, le Soleil ou Semes, Vénus ou Noga, Mercure ou Cocab, la Lune ou Iarcah, l'Âme intellectuelle, l'Âme des Esprits animaux. 
Enfin, le "monde matériel", le macrocosme, avec l'homme (le microcosme) est le quatrième et dernier degré de l'être ; ce monde, influencé par le monde céleste, est celui des Éléments, il contient le microcosme.
Reuchlin travaille aussi sur Zoroastre et Pythagore. 
Poète néo-latin, il transpose la poésie du dialogue au théâtre et à ce titre il est le promoteur du nouveau théâtre allemand et du théâtre classique. 
Il fait représenter à Heidelberg en 1496/97 ses pièces de théâtre intitulées Satire Sergius et Scaenica Progymnasmata (Henno), que le poète Hans Sachs remanie en spectacles de Carnaval. 
Reuchlin annonce par ses pièces les thèmes de la Commedia dell'arte.
Ses traductions, ses écrits et ses prises de position personnelles ont favorisé l'étude du grec ancien. 
Par sa défense de l'hébreu en tant que langue de culture et non pas seulement langue d'une minorité, il a revivifié l'étude de l'Ancien Testament. 
De ce point de vue, son cours d'hébreu De rudimentis hebraicis fait date.

## La querelle de la prononciation du grec ancien
Il y eut au XVIe  et au XVIIe siècle, parmi les humanistes, une querelle sur la meilleure façon de prononcer le grec ancien. Les premiers humanistes, au XVe siècle, apprenant le grec auprès de maîtres byzantins émigrés en Italie, le prononçaient comme eux, c'est-à-dire comme le grec contemporain, le « romaïque »: β était prononcé -v-; η, υ et les diphtongues ει et οι étaient prononcés -i-; la diphtongue αι était prononcée -é- (comme ε); υ en deuxième élément de diphtongue devenait -f- (ex.: βουλή se lisait « vouli », αύτο- se lisait « afto- », etc.). Érasme et plusieurs de ses disciples se firent les promoteurs d'une restitution de la prononciation antique (cf. notamment, sous la plume d'Érasme lui-même, le De recta Latini Graecique sermonis pronuntiatione Dialogus, publié en 1528). Reuchlin, au contraire, défendit la prononciation byzantine. Toujours est-il que les hellénistes ont parlé jusqu'à nos jours de « prononciation érasmienne » et de « prononciation reuchlinienne », de façon parfois inexacte d'ailleurs, car la prononciation « restituée » qu'on utilise couramment en France, par exemple, est assez éloignée, en fait, des recommandations d'Érasme et de ses disciples (on prononce surtout le grec ancien « à la française »).

## Œuvres de Reuchlin
- De verbo mirifico  (Du verbe admirable) (1494), in Sämtliche Werke, t. 1, Stuttgart-Bad Cannstatt : Frommann-Holzboog, 1996, XV-445 p. : synthèse entre néoplatonisme hermétique (Marsile Ficin, Jean Pic de la Mirandole), cabale et christianisme. 
  - Traduction française de Hans van Kasteel : Le Verbe qui fait des Merveilles, Editions Beya, Grez-Doiceau 2014, (307 p.) (recension de Jérôme Rousse-Lacordaire, «Bulletin d'histoire des ésotérismes», Revue des sciences philosophiques et théologiques, 2014/2 (Tome 98), p. 381-403
- De arte cabbalistica  (De l'art cabbalistique) (1517), trad. François Secret : La kabbale, Aubier-Montaigne, 1973, 319 p. : la bible de la kabbale chrétienne.
- Augenspiegel (Le Miroir des yeux) : Recommandation quant à savoir s'il faut confisquer, détruire et brûler tous les livres des juifs (1510). 
  - Traduction du latin en anglais par Peter Worstman, Recommendation Whether to Confiscate, destry, and Burn all Jewish Books. A Classic Treatise Against Anti-semitism, New York, 2000.
  - Traduction en français par Jean-Christophe Saladin, Hélène Feydy et Delphine Viellard, Les Bésicles, Les Belles Lettres, 2022, 448 pages.

## Hommages

### Érasme:Apothéose de Kapnion
Admirateur sincère de Reuchlin, Érasme s'inquiétait de la passion (néfaste selon lui) de l'érudit allemand pour les livres juifs, et observa un silence prudent lors du procès de l'Inquisition. Pétri de remords après la mort de Reuchlin, il écrivit en son honneur un de ses colloques, l'apothéose de Kapnion.

### Hommages de la ville de Pforzheim
Sa ville natale a préservé la maison de ses parents, appelée Reuchlinhaus (« maison Reuchlin »), ainsi que la loge maçonnique Reuchlin[pas clair]. Elle a aussi donné son nom à un lycée (Reuchlin-Gymnasium). 
Depuis 1955, elle attribue tous les deux ans le prix Reuchlin (Reuchlin-Preis) pour récompenser la meilleure œuvre humaniste. 
Elle lui a consacré plusieurs Festgabe (hommages d'anniversaire), ainsi qu'une collection d'essais (Pforzheimer Reuchlinschriften).

### Autres
À Ingolstadt, où il a été professeur, il existe aussi un lycée Reuchlin.

### Documents d'époque
- Ulrich von Hutten, Lettres des hommes obscurs, 
  - édition bilingue par Jean-Christophe Saladin, Paris, Les Belles Lettres, 2004. L'introduction de l'ouvrage expose les détails de « l'affaire Reuchlin ».
- Érasme, Les Colloques
  - traduction d'E Rummel, Paris, éditions du Cerf, collection « Classiques du christianisme », 1998, 130 p.  (ISBN 2-204-05835-1)